# Nándor Hidegkuti
Nándor Hidegkuti (Budapest, 3 de març de 1922 - Budapest, 14 de febrer de 2002) fou un futbolista i entrenador de futbol hongarès.

## Carrera esportiva
Entre 1945 i 1958, jugà 69 partits i marcà 39 gols per la selecció d'Hongria. Formà part del llegendari equip hongarès que meravellà als anys 50 i que restà imbatut durant 32 partits, amb companys com Zoltán Czibor, Ferenc Puskás, Sándor Kocsis i József Bozsik. L'any 1953, marcà un hat-trick a la llegendària victòria d'Hongria a Wembley, davant Anglaterra per 3 a 6. Fou campió olímpic el 1952. L'any següent fou campió d'Europa Central i el 1954 finalista de la Copa del Món. La majoria de la seva trajectòria de club la va viure al MTK Hungária FC.
Com a entrenador, dirigí clubs a Hongria, Itàlia, Polònia i Egipte. L'any 1961 portà l'ACF Fiorentina a la victòria a la Recopa d'Europa.
El MTK Hungária FC rebatejà el seu estadi com a Stadion Hidegkuti Nándor en honor seu.

## Palmarès
Com a jugador
- Medalla d'or als Jocs Olímpics de 1952
- 1 Campionat d'Europa Central: 1953
- Finalista de la Copa del Món de Futbol: 1954
- Copa Mitropa (1): 1955
- Lliga hongaresa de futbol (3): 1951, 1953, 1958
- Copa hongaresa de futbol (1): 1952

Com a entrenador
- Recopa d'Europa de futbol (1): 1961
- Lliga hongaresa de futbol (1): 1963